# 吉士赤鳩
吉士 赤鳩（きし の あかはと）は、古墳時代の豪族。

## 記録
『日本書紀』巻第十九にのみ現れる人物である。
欽明天皇31年（570年）4月、越国に漂着し、7月に近江国までやってきた高句麗の使節を迎えるべく、許勢臣猿（こせ の おみ さる）とともに、
とあるのみである。この使節団は、この後、山背国の高楲の館（こまひのむろつみ）に迎え入れられて、東漢坂上子麻呂らによって守護された、という。